# Michael Axworthy
Pour les articles homonymes, voir Axworthy.
Michael Axworthy, né le 26 septembre 1962 et mort le 16 mars 2019, docteur PhD en histoire, professeur britannique de l'Université d'Exeter, auteur d'ouvrages de référence sur le monde iranien, journaliste, ex diplomate spécialiste et chef de la section monde iranien du bureau des Affaires étrangères et du Commonwealth du gouvernement du Royaume-Uni entre 1998 et 2000.

## Biographie
Entre 1975 et 1978, alors adolescent, Michael Axworthy se rend une dizaine de fois à Téhéran en Iran, où son père travaille pour une agence de banque. Dans les années 1980, il étudie l'histoire à Peterhouse (plus ancien des 31 collèges de l'université de Cambridge), dont il sort diplômé d'un PhD (doctorat anglo-saxons) de l'Université de Cambridge. Il se passionne pour l'Iran (monde iranien, iranologie, ancien empire perse, culture de l'Iran, politique en Iran, histoire de l'Iran, histoire militaire de l'Iran, forces armées iraniennes...). 
En 1986, il intègre le bureau des Affaires étrangères et du Commonwealth du gouvernement du Royaume-Uni (FCO, ou il rencontre son épouse Sally qui y travaille également), dont il finit responsable de la section Iran, entre 1998 et 2000, à un moment d'amélioration des relations entre le Royaume-Uni et l'Iran, au début de la présidence de Mohammad Khatami. 
En 2005, il quitte le FCO et enseigne l'histoire à Université d'Exeter, dont il est nommé en 2008 directeur du Centre d'études persanes et iraniens (ECIP) de l'Institut d'études arabes et islamiques du Moyen-Orient. Il devient également écrivain et publie en 2006 son premier ouvrage The Sword of Persia : Nâdir Châh, du guerrier tribal à la conquête Tyran (l'épée de la Perse) sur le Chah (empereur de l'empire perse, liste des dirigeants de la Perse et de l'Iran) et grand conquérant iranien Nâdir Châh (1688-1747) (expansion de l'islam, civilisation islamique). 
En 2007, il publie son second ouvrage Empire of the Mind : Une Histoire de l'Iran (L'Empire de l'esprit). Il rédige également de nombreux articles en particulier sur l'Iran contemporain entre autres pour des revues universitaires, les journaux de presse britanniques, et intervient dans des émissions de télévision et de radio sur ses sujets de prédilection, entre autres pour la série une histoire du monde en cent objets.
En 2013, il publie son troisième ouvrage de référence l'Iran révolutionnaire : Une histoire de la République islamique où il explique la culture de l'Iran, politique en Iran, histoire militaire de l'Iran et des forces armées iraniennes, depuis la Révolution iranienne de 1979 (renversement du Chah Mohammad Reza Pahlavi par l'Ayatollah et Guide de la Révolution (Iran) Rouhollah Khomeini, chef religieux de l'islam Chiite), la fondation de la République islamique d'Iran, la guerre Iran-Irak (1980 à 1988 par Saddam Hussein, une des plus sanglantes depuis la Seconde Guerre mondiale, à la base du deuxième choc pétrolier et de la crise monétaire de 1980)...